# Ronald Graham

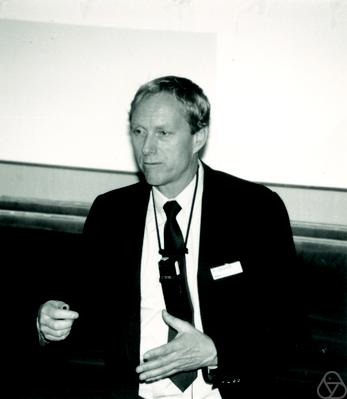
Ronald Graham (1987)

Ronald Lewis „Ron“ Graham (* 31. Oktober 1935 in Taft, Kalifornien; † 6. Juli 2020 in La Jolla, San Diego, Kalifornien) war ein US-amerikanischer Mathematiker. Er lieferte bahnbrechende Arbeiten auf dem Gebiet der diskreten Mathematik, insbesondere der Ramsey-Theorie.

## Leben
Graham erlangte 1962 seinen Doctor of Philosophy in Mathematik an der University of California, Berkeley (On Finite Sums of Rational Numbers). Er war Professor an der University of California in San Diego. 1972 entwickelte er den Graham-Scan-Algorithmus zur Berechnung der konvexen Hülle eines simplen Polygons.
In einer Veröffentlichung von 1977 gab Graham für die Lösung eines Problems in der Ramsey-Theorie eine obere Schranke an, die als Grahams Zahl bekannt wurde. Diese galt als bis dahin größte in einem mathematischen Beweis verwendete Zahl und wurde auch in das Guinness-Buch der Rekorde aufgenommen.

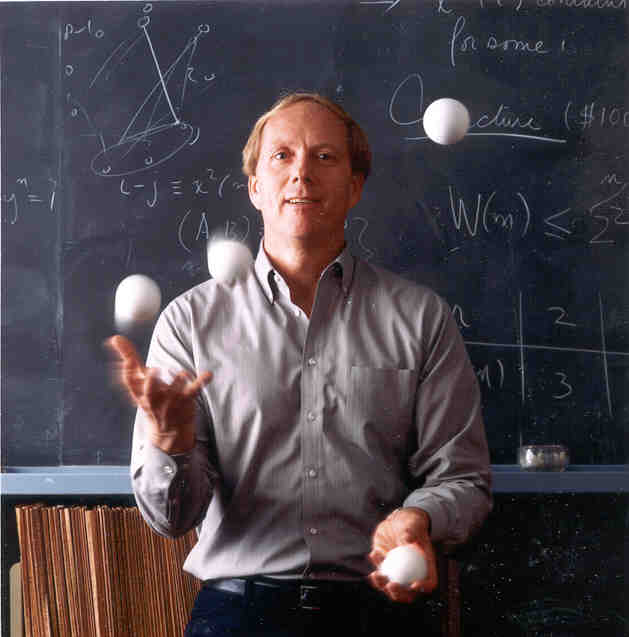
Ronald Graham als Jongleur

Graham veröffentlichte mehr als 300 Aufsätze und fünf Bücher. Insbesondere verfasste er zusammen mit Donald E. Knuth und Oren Patashnik das Buch Concrete Mathematics.
Mit Jeffrey Lagarias und anderen untersuchte er in den 2000er Jahren die Zahlentheorie Apollonischer Kreispackungen.
2003 erhielt er den Leroy P. Steele Prize der American Mathematical Society, deren Fellow er war; 1993/94 war er ihr Präsident. 1983 war er Invited Speaker auf dem Internationalen Mathematikerkongress in Warschau (Recent developments in Ramsey theory). 1985 wurde er in die National Academy of Sciences, 1986 in die American Academy of Arts and Sciences gewählt. 1993 war er zusammen mit Claude Berge erster Preisträger der Euler-Medaille. Graham war außerdem Präsident der International Jugglers’ Association und Lehrer des Jongleurs Steve Mills, des Erfinders des Jongliertricks Mills Mess.
Graham war mit Paul Erdős befreundet und unterstützte die Idee der Vergabe von Erdős-Zahlen. Seine eigene Erdős-Zahl war 1.
Graham war mit der Mathematikerin Fan Chung verheiratet. Er starb im Juli 2020 im Alter von 84 Jahren in Kalifornien.

## Schriften

Ronald Graham (1998)

- Mit Paul Erdős: Old and New Problems and Results in Combinatorial Number Theory. L’Enseignement Mathématique, 1980.
- Mit Fan Chung: Erdős on Graphs: His Legacy of Unsolved Problems. A. K. Peters, 1998.
- Mit Jaroslav Nešetřil (Hrsg.): The Mathematics of Paul Erdős. Zwei Bände. Springer, 1997.
- Rudiments of Ramsey Theory. American Mathematical Society, 1981.
- Mit Donald E. Knuth & Oren Patashnik: Concrete Mathematics: A Foundation for Computer Science. Addison-Wesley, 1989; 1994.
- Mit Joel H. Spencer & Bruce L. Rothschild: Ramsey Theory. Wiley, 1980; 1990.
- Mit Martin Grötschel & László Lovász (Hrsg.): Handbook of Combinatorics. MIT Press, 1995.
- Mit Persi Diaconis: Magical Mathematics: The Mathematical Ideas That Animate Great Magic Tricks. Princeton University Press, 2011 (erhielt den Euler Book Prize).